# Atypus heterothecus
Espèce
Atypus heterothecus est une espèce d'araignées mygalomorphes de la famille des Atypidae.

## Distribution
Cette espèce est endémique de Chine. Elle se rencontre au Henan, au Anhui, au Sichuan, au Jiangxi, au Hubei, au Hunan, au Fujian et au Guangxi .

## Description
Le mâle mesure 15,1 mm et la femelle 24,6 mm.

## Publication originale
- Zhang, 1985 : Two new species of spiders of the genus Atypus from China (Araneae: Atypidae). Acta zootaxon. sin., vol. 10, p. 140-147.